# Golfclub Dorhout Mees
Golfclub Dorhout Mees is een golfbaan in Biddinghuizen. 

## Geschiedenis
Het ontstaan van de golfbaan begon met het aanleggen van een 4 holesbaan en driving range. Golfclub Dorhout Mees werd in 1995 opgericht nadat de 4 holesbaan werd uitgebreid tot een volwaardige, negen holes baan, de oranje lus genoemd. In 1997 werd de baan uitgebreid tot een 18 holes baan. De volgende 9-holes lus, de witte baan, werd in 2000 gerealiseerd. Deze lus werd in 2001 door wijlen Z.K.H. prins Bernhard geopend.  
In 2004 werd de baan nogmaals uitgebreid met een negen holes lus – de blauwe baan, waardoor de baan inmiddels uit 36 holes bestaat. Alle vier de negen holes lussen hebben de Nederlandse Golf Federatie (NGF) A-status. In 2008 besloot de NGF Dorhout Mees als trainingscomplex te gebruiken voor de oranje jeugd. In 2010 werd Dorhout Mees de thuisbaan van ANWB golf.